# George Pell
George Pell, A.C. (Ballarat, Australia, 8 de junio de 1941-Roma, Italia, 10 de enero de 2023) fue un arzobispo y cardenal australiano de la Iglesia Católica.

## Biografía
Nació en Ballarat (Australia) en 1941. Fue ordenado sacerdote en 1966, habiendo obtenido ya el título de grado (denominado Baccalaureatus en las universidades eclesiásticas) en Sagrada Teología. Obtuvo el máster (denominado Licentia en las universidades eclesiásticas) en Sagrada Teología en la Pontificia Universidad Urbaniana de Roma, un máster en Educación en la Universidad de Monash y un doctorado en Filosofía (especialidad Historia de la Iglesia) por la Universidad de Oxford. Ejerció como vicario episcopal para la educación de la diócesis de Ballarat.

### Episcopado
En 1987 fue nombrado obispo titular de Scala y obispo auxiliar de Melbourne, cargo en el que fue elevado a arzobispo en 1996. En 2001 fue nombrado arzobispo metropolitano de Sídney y al año siguiente presidente del Comité Vox Clara para la traducción al inglés de los textos litúrgicos. 

### Cardenalato
El 21 de octubre de 2003 fue nombrado cardenal presbítero de Santa Maria Domenica Mazzarello por el papa Juan Pablo II. Participó en el cónclave de 2005 en que salió elegido el papa Benedicto XVI. En julio de 2008 dio la bienvenida al Santo Padre Benedicto XVI en su peregrinación a Sídney para la 23.ª Jornada Mundial de la Juventud. El 13 de octubre de 2011 realizó una visita ad limina a Roma con otros obispos australianos.
George Pell fue considerado papable en el cónclave de 2013, en el que finalmente salió elegido el cardenal Jorge Mario Bergoglio, que pasó a ser el papa Francisco.

### Cargos en la curia romana
El cardenal Pell fue también miembro de la Congregación para los Obispos, de la Congregación para el Culto Divino y la Disciplina de los Sacramentos y de los Consejos Pontificios para la familia, para la Justicia y la Paz, para la Promoción de la Nueva Evangelización, para la Pastoral de la Salud. El 29 de julio de 2014 fue nombrado miembro de la Congregación para la Evangelización de los Pueblos.
Fue uno de los ocho cardenales elegidos para formar parte del Consejo de Cardenales creado por el papa Francisco para ayudarle en el gobierno de la Iglesia y reformar la Curia romana.
El 24 de febrero de 2014 fue nombrado primer prefecto de la Secretaría de Economía de la Santa Sede.

### Proceso judicial
En diciembre de 2018 fue declarado culpable inicialmente de delitos sexuales con menoresy en febrero de 2019, se ordenó su ingreso en prisión. Tras la condena, el papa Francisco le prohibió el ejercicio público del ministerio sacerdotal y cualquier contacto con menores; siendo también apartado de la Secretaría de Economía de la Santa Sede.
Sin embargo, tras algo más de un año en prisión, la Corte Suprema de Australia, máxima instancia judicial del país, anuló por unanimidad la condena por abusos sexuales, al existir «la significativa posibilidad de que una persona inocente haya sido condenada con unas pruebas que no establecían la culpabilidad con el grado de prueba requerido», siendo Pell puesto en libertad inmediatamente.

## Fallecimiento
Falleció el martes 10 de enero de 2023 a la edad de 81 años, después de que lo hospitalizaran en Roma para una cirugía de reemplazo de cadera. Su secretario dijo que si bien la operación fue exitosa, Pell sufrió posteriormente un paro cardíaco.
Su funeral se realizó en la Basílica de San Pedro, celebrado por el cardenal Giovanni Battista Re y el papa Francisco, su cuerpo posteriormente fue enviado a Sídney y tras un segundo funeral el 2 de febrero, depositado en la cripta de la Catedral de Santa María.

## Posiciones

### XIV Asamblea General Ordinaria del Sínodo de los Obispos
En octubre de 2015, se difundió una carta firmada por él y otros 12 cardenales en la que denunciaban la metodología empleada en el Sínodo convocado por el Pontífice. Los otros cardenales eran: Carlo Caffarra (Italia), Thomas C. Collins (Canadá), Timothy M. Dolan (EE. UU.), Willem J. Eijk (Países Bajos), Péter Erdõ (Hungría), Wilfrid Fox Napier (Sudáfrica), Gerhard L. Müller (Alemania), Mauro Piacenza (Italia), Robert Sarah (Guinea-Conakri), Jorge L. Urosa Savino (Venezuela), Angelo Scola (Italia) y  André Vingt-Trois (Francia). Más tarde, los cardenales Angelo Scola y André Vingt-Trois se desmarcaron de la carta diciendo que nunca la habían firmado.Lo mismo dijeron aun más tarde los cardenales Péter Erdõ y Mauro Piacenza, por lo que el número de los firmantes se redujo a nueve. Posteriormente se supo que hubo una confusión y que los otros cuatro firmantes fueron los cardenales Daniel N. DiNardo (EE. UU.), John Njue (Kenia), Norberto Rivera Carrera (México) y Elio Sgreccia (Italia).

### Sínodo sobre la sinodalidad
El cardenal Pell fue muy crítico con el llamado Sínodo de la Sinodalidad convocado por el Papa Francisco. Llegó a afirmar que la Iglesia debería liberarse de esa "pesadilla tóxica" que es el Sínodo.
En 2023, los cardenales Raymond Leo Burke (EE. UU.), Walter Brandmüller (Alemania), Joseph Zen Ze-kiun (China), Juan Sandoval Íñiguez (México) y Robert Sarah (Guinea-Conakri), enviaron al Papa Francisco y al entonces prefecto del Dicasterio para la Doctrina de la Fe unas dubia para aclarar la doctrina católica en algunos puntos capitales de cara al entonces inminente y polémico Sínodo sobre la Sinodalidad. Los cinco cardenales querían preservar intacto el depósito de la fe revelada frente a las innovaciones que exigían algunos sectores. Además, los cinco coincidieron en que el cardenal Pell, fallecido unos meses antes de la presentación de las dubia, las habría suscrito de seguir con vida. El cardenal Müller (Alemania), antiguo prefecto de la Congregación para la Doctrina de la Fe, manifestó abiertamente su apoyo a los cinco cardenales que presentaron las dubia al Pontífice. El Papa Francisco contestó a los dubia unos meses después, pero lo hizo de tal modo que ninguno de los cardenales quedó satisfecho, al ser las respuestas demasiado vagas y poco exhaustivas.

## Obras

### Libros
- Diario en prisión. El cardenal recurre la sentencia (2021).